# Ascensor Bellavista
El ascensor Bellavista fue uno de los ascensores de la ciudad chilena de Valparaíso. Fue inaugurado el 6 de julio de 1899 y dejó de funcionar definitivamente entre inicios de los años 1960 e inicios de los años 1970.
Fue el primer ascensor en conectar el plan de la ciudad con el cerro Bellavista, al haber sido creado doce años antes que el ascensor Espíritu Santo. Más específicamente, ascendía por el Pasaje Condell, al final del restaurante J. Cruz, hasta llegar a la calle Héctor Calvo.
El edificio dejó de funcionar momentáneamente en los años 1940, y durante los años 1950 fue comprado y modernizado, para finalmente dejar de funcionar definitivamente a inicios de los años 1970.